# Mare Fecunditatis
Mare Fecunditatis (Fruktbarhetens hav) är ett halvstort månhav (mindre än Kaspiska havet på Jorden) på den östra delen av den sida av månen som vetter mot Jorden. Den större delen av havet ligger på södra halvklotet. Det är oregelbundet format.
Längs Mare Fecunditatis nordvästra strand sträcker sig bergskedjan Montes Secchi, några mil bortom denna ligger Mare Tranquillitatis. Norr om havet ligger den stora kratern Taurintius. Havets nordöstra hörn heter Sinus Successus och sträcker sig mot kratrarna Condon och Webb i öster, som inte ligger långt väster om Mare Spumans. Söderut i havets östra del finns kratrarna Naonobu, Buharz och Atwood, sydost om dessa ligger den stora kratern Langrenus, som har en diameter av 132 kilometer. I sydost ligger Petavius, ett ringformat berg med diameter av 177 kilometer.
I sydväst ligger kratern Colombo, norr om denna Goclenius och Gutenberg. Sydväst om dessa kratrar sträcker sig bergskedjan Montes Pyrenaeus i nord-sydlig riktning, och bortom denna bergskedja ligger Mare Nectaris.